# Československá hokejová reprezentace v sezóně 1968/1969
Československá hokejová reprezentace v sezóně 1968/1969 sehrála celkem 23 zápasů.

## Přehled mezistátních zápasů
| Pořadí | Datum              | Soupeř  | Výsledek             | Soutěž                 | Místo utkání |
| ------ | ------------------ | ------- | -------------------- | ---------------------- | ------------ |
| 462.   | 26. listopadu 1968 | Švédsko | 2:1 (1:0, 1:1, 0:0)  | přátelsky              | Stockholm    |
| 463.   | 27. listopadu 1968 | Švédsko | 5:2 (1:2, 3:0, 1:0)  | přátelsky              | Gävle        |
| 464.   | 21. prosince 1968  | Kanada  | 3:1 (1:0, 2:1, 0:0)  | přátelsky              | Montreal     |
| 465.   | 22. prosince 1968  | Kanada  | 3:7 (1:0, 0:2, 2:4)  | přátelsky              | Ottawa       |
| 466.   | 23. prosince 1968  | Kanada  | 5:2 (1:0, 4:1, 0:1)  | přátelsky              | Vancouver    |
| 467.   | 25. prosince 1968  | Kanada  | 2:6 (0:1, 1:3, 1:2)  | přátelsky              | Winnipeg     |
| 468.   | 28. prosince 1968  | Kanada  | 2:3 (1:0, 1:2, 0:1)  | přátelsky              | Winnipeg     |
| 469.   | 30. prosince 1968  | Kanada  | 4:3 (1:1, 1:2, 2:0)  | přátelsky              | Fort William |
| 470.   | 2. března 1969     | Švédsko | 5:2 (1:0, 2:1, 2:1)  | přátelsky              | Praha        |
| 471.   | 3. března 1969     | Švédsko | 3:2 (2:1, 0:0, 1:1)  | přátelsky              | Praha        |
| 472.   | 11. března 1969    | USA     | 11:0 (2:0, 3:0, 6:0) | přátelsky              | Praha        |
| 473.   | 12. března 1969    | USA     | 6:1 (3:0, 1:0, 2:1)  | přátelsky              | Pardubice    |
| 474.   | 12. března 1969    | Kanada  | 2:1 (2:0, 0:1, 0:0)  | přátelsky              | Praha        |
| 475.   | 15. března 1969    | Kanada  | 6:1 (1:0, 2:1, 3:0)  | Mistrovství světa 1969 | Stockholm    |
| 476.   | 16. března 1969    | USA     | 8:3 (2:1, 4:2, 2:0)  | Mistrovství světa 1969 | Stockholm    |
| 477.   | 18. března 1969    | Finsko  | 7:4 (4:1, 3:1, 0:2)  | Mistrovství světa 1969 | Stockholm    |
| 478.   | 19. března 1969    | Švédsko | 0:2 (0:1, 0:0, 0:1)  | Mistrovství světa 1969 | Stockholm    |
| 479.   | 21. března 1969    | SSSR    | 2:0 (0:0, 1:0, 1:0)  | Mistrovství světa 1969 | Stockholm    |
| 480.   | 23. března 1969    | Kanada  | 3:2 (1:1, 1:0, 1:1)  | Mistrovství světa 1969 | Stockholm    |
| 481.   | 25. března 1969    | Finsko  | 4:2 (2:2, 1:0, 1:0)  | Mistrovství světa 1969 | Stockholm    |
| 482.   | 26. března 1969    | USA     | 6:2 (2:0, 2:1, 2:1)  | Mistrovství světa 1969 | Stockholm    |
| 483.   | 28. března 1969    | SSSR    | 4:3 (2:0, 0:2, 2:1)  | Mistrovství světa 1969 | Stockholm    |
| 484.   | 30. března 1969    | Švédsko | 0:1 (0:1, 0:0, 0:0)  | Mistrovství světa 1969 | Stockholm    |

## Bilance sezóny 1968/69
| Soupeř  | Zápasy | Výhry | Remízy | Prohry | Skóre |
| ------- | ------ | ----- | ------ | ------ | ----- |
| Finsko  | 2      | 2     | 0      | 0      | 11:6  |
| Kanada  | 9      | 6     | 0      | 3      | 30:26 |
| SSSR    | 2      | 2     | 0      | 0      | 6:3   |
| Švédsko | 6      | 4     | 0      | 2      | 15:10 |
| USA     | 4      | 4     | 0      | 0      | 31:6  |
| Celkem  | 23     | 18    | 0      | 5      | 93:51 |

## Přátelské mezistátní zápasy
Československo –  Švédsko 2:1 (1:0, 1:1, 0:0)
26. listopadu 1968 – Stockholm

Branky a nahrávky Československa: 12:17 Jaroslav Holík (Josef Horešovský), 24:05 Jaroslav Holík (Jiří Holík).

Branky a nahrávky Švédska: 36:41 Håkan Wickberg (Tord Lundström).

Rozhodčí: Sakari Sillankorva (FIN), Pentti Isotalo (FIN)

Vyloučení: 2:0 (využití 0:0)
ČSSR: Vladimír Dzurilla – Jan Suchý, Josef Horešovský, Oldřich Machač, František Pospíšil – František Ševčík, Jozef Golonka, Jaroslav Jiřík - Jan Havel, Jaroslav Holík, Jiří Holík – Jan Hrbatý (41. Ivan Grandtner), Václav Nedomanský, Josef Černý.
Švédsko: Leif Holmqvist – Arne Carlsson, Lennart Svedberg, Bert-Olov Nordlander, Nils Johansson, Gunnar Andersson, Thommy Abrahamsson – Stefan Karlsson, Håkan Wickberg, Tord Lundström – Hans Lindberg, Henric Hedlund, Lars-Göran Nilsson – Leif Henriksson, Folke Bengtsson, Björn Palmqvist – Svante Granholm.
 Československo –  Švédsko 5:2 (1:2, 3:0, 1:0)
27. listopadu 1968 – Gävle

Branky a nahrávky Československa: 16:58 Jan Havel (Oldřich Machač), 24:30 Jaroslav Jiřík, 27. Jiří Holík (Jan Havel, Jaroslav Holík), 36:17 Jan Havel, 52:28 Jan Hrbatý.

Branky a anhrávky Švédska: 0:40 Håkan Wickberg (Arne Carlsson), 1:02 Hans Lindberg (Henric Hedlund).

Rozhodčí: Sakari Sillankorva (FIN), Pentti Isotalo (FIN)

Vyloučení: 2:0 (využití 0:0)
ČSSR: Vladimír Nadrchal (2. Vladimír Dzurilla) – Jan Suchý, Josef Horešovský, Oldřich Machač, František Pospíšil – František Ševčík, Jozef Golonka, Jaroslav Jiřík - Jan Havel, Jaroslav Holík (54. Richard Farda), Jiří Holík – Ivan Grandtner (41. Jan Hrbatý), Václav Nedomanský, Josef Černý.
Švédsko: Leif Holmqvist – Arne Carlsson, Lennart Svedberg, Bert-Olov Nordlander, Nils Johansson, Gunnar Andersson, Thommy Abrahamsson – Stefan Karlsson, Håkan Wickberg, Tord Lundström – Hans Lindberg, Henric Hedlund, Lars-Göran Nilsson – Leif Henriksson, Svante Granholm, Björn Palmqvist.
 Československo –  Kanada 3:1 (1:0, 2:1, 0:0)
21. prosince 1968 – Montreal

Branky a nahrávky Československa: 18:40 Jiří Holík (Jan Havel), 32:25 Václav Nedomanský (Josef Černý, Jan Hrbatý), 33:25 Josef Horešovský (Jozef Golonka).

Branky a nahrávky Kanady: 28:13 Gerry Pinder (Fran Huck).

Rozhodčí: Frank Daignault (CAN), Macauly (CAN)

Vyloučení: 5:5
ČSSR: Vladimír Dzurilla – Jan Suchý, Josef Horešovský, Oldřich Machač, František Pospíšil – Jaroslav Jiřík, Jozef Golonka, František Ševčík – Jan Havel, Jaroslav Holík, Jiří Holík – Jan Hrbatý, Václav Nedomanský, Josef Černý (Milan Mrukvia)
Kanada: Wayne Stephenson (Steve Rex) – Bob Murdoch, Ab Demarco, John Ferguson, Ray Cadieux, Gary Regg, Terry O'Malley – Gerry Pinder, Fran Huck, Moris Mott – Danny O'Shea, Derek Holmes, Jean Cusson – Martin, Terry Caffery, Richie Bayes.
 Československo –  Kanada 3:7 (1:0, 0:3, 2:4)
22. prosince 1968 – Ottawa

Branky a nahrávky Československa: 7:32 Jaroslav Holík (Jiří Holík), 44:38 Jan Havel, 55:49 Milan Mrukvia (Richard Farda).

Branky a nahrávky Kanady:  32:06 Caffery (Tom Martin, Richie Bayes), 37:33 Jean Cusson (Gary Begg, Derek Holmes), 38:46 Tom Martin (Terry Caffery, Richie Bayes), 45:14 Richie Bayes (Ab Demarco), 46:17 Fran Huck, 46:49 Gary Begg (Fran Huck, Moris Mott), 55:20 Richie Bayes (Jean Cusson).

Rozhodčí: ?

Vyloučení: 4:2 (využití 1:0, v oslabení 0:1)
ČSSR: Miroslav Termer (45. Vladimír Dzurilla) – Jan Suchý, Josef Horešovský, Vladimír Bednář, Karel Masopust (41. Oldřich Machač, František Pospíšil místo Bednáře a Masopusta) – Jan Havel, Jaroslav Holík, Jiří Holík – Jan Hrbatý, Václav Nedomanský, Josef Černý – Richard Farda, Milan Mrukvia, Bohuslav Ebermann (41. František Ševčík).
Kanada: Steve Rex (Wayne Stephenson) - Jack Bownass, Ab Demarco, John Ferguson, Ray Cadieux, Gary Begg, Terry O'Malley - Steve King, Fran Huck, Moris Mott - Danny O'Shea, Derek Holmes, Jean Cusson - Tom Martin, Terry Caffery, Richie Bayes.
 Československo –  Kanada 5:2 (1:0, 4:1, 0:1)
23. prosince 1968 – Vancouver

Branky a nahrávky Československa: 13:35 Jiří Holík (František Pospíšil), 22:50 Jiří Holík (Richard Farda), 23:42 Jan Suchý (Jan Hrbatý, Václav Nedomanský), 30:43 František Ševčík (Jozef Golonka, Oldřich Machač), 30:53 Jaroslav Jiřík (František Ševčík, František Pospíšil).

Branky a nahrávky Kanady: 35:38 Moris Mott (Fran Huck, Gerry Pinder), 59:27 Fran Huck (Moris Mott).

Rozhodčí: ?

Vyloučení: 4:4
ČSSR: Vladimír Dzurilla – Vladimír Bednář, Jan Suchý, Oldřich Machač, František Pospíšil – Jaroslav Jiřík, Jozef Golonka, František Ševčík – Jan Havel, Richard Farda, Jiří Holík – Jan Hrbatý, Václav Nedomanský, Josef Černý (Milan Mrukvia).
Kanada: Wayne Stephenson – Terry O'Malley, Ken Stephanson, Jack Taggart, Gary Begg – Gerry Pinder, Fran Huck, Moris Mott – Bill MacMillan, Ted Hargreaves, Bill Heindl – Bob Birdsell, George Wattson, Chuck Lefley.	
 Československo –  Kanada 2:6 (0:1, 1:3, 1:2)
25. prosince 1968 – Winnipeg

Branky a nahrávky Československa: 38:41 Bohuslav Ebermann (Josef Černý), 42:24 Jan Havel (Jan Suchý, Jiří Holík).

Branky a nahrávky Kanady: 7:16 Chuck Lefley, 24:15 Irving (Gerry Pinder, Chuck Lefley), 34:08 Chuck Lefley (Bob Birdsell, Terry O'Malley), 36:59 Gerry Pinder, 53:59 Kozak (Moris Mott, Ken Stephanson), 54:26 Steve Carlyle (Fran Huck, Moris Mott).

Rozhodčí: Gordon Carr (CAN), Lou Joyal (CAN)

Vyloučení: 7:9
ČSSR: Vladimír Dzurilla, (41. Miroslav Termer) - Jan Suchý, Josef Horešovský, Oldřich Machač (41.Karel Masopust), František Pospíšil - Jozef Golonka, Jaroslav Jiřík, František Ševčík - Jan Havel, Jaroslav Holík, Jiří Holík - Bohuslav Ebermann, Richard Farda, Josef Černý - Václav Nedomanský.
Kanada: Wayne Stephenson – Terry O'Malley, Ken Stephanson, Jack Taggart, Gary Begg – Gerry Pinder, Fran Huck, Moris Mott – Bill MacMillan, Ted Hargreaves, Bill Heindl – Bob Birdsell, George Wattson, Chuck Lefley – Wally Kozak, Steve Carlyle.
 Československo –  Kanada 2:3 (1:0, 1:2, 0:1)
28. prosince 1968 – Winnipeg

Branky a nahrávky Československa: 1:43 Jiří Holík (Jan Havel, Jaroslav Holík), 38:47 Josef Černý.

Branky a nahrávky Kanady: 33:41 Gary Begg (Moris Mott, Terry O'Malley), 39:30 Chuck Lefley (Don Smith, Jim Irving), 46:34 Ted Hargreaves (Conlin).

Rozhodčí: Lou Joyal (CAN), Gordie Kerr (CAN)

Vyloučení: 8:5
ČSSR: Vladimír Dzurilla – Jan Suchý, Josef Horešovský, Oldřich Machač, František Pospíšil – Jozef Golonka, Jaroslav Jiřík (41. Richard Farda), František Ševčík – Jan Havel, Jaroslav Holík, Jiří Holík – Jan Hrbatý, Václav Nedomanský, Josef Černý.
Kanada: Wayne Stephenson – Gary Begg, Terry O'Malley, Ken Stephanson, Jack Taggart – Gerry Pinder, Fran Huck, Moris Mott – Bill Heindl, Bill MacMillan, Ted Hargreaves – Bob Birdsell, Chuck Lefley, George Watson – Paul Conlin, Don Smith, Steve Carlyle, Wally Kozak.
 Československo –  Kanada 4:3 (1:1, 1:2, 2:0)
30. prosince 1968 – Fort William

Branky a nahrávky Československa: 17:05 František Ševčík (Jozef Golonka), 38:33 Jan Suchý (Jaroslav Jiřík, František Ševčík), 41:17 Jozef Golonka (František Ševčík, Jaroslav Jiřík), 47:00 Milan Mrukvia (Richard Farda).

Branky a nahrávky Kanady: 5:53 Fran Huck (Bill Heindl, Jim Irving), 30:52 Gary Begg (Fran Huck, Bill Heindl), 37:47 Moris Mott (Gary Begg, Ted Hargreaves).

Rozhodčí: Kubinec, Hodgson (CAN)

Vyloučení: 8:6
ČSSR: Miroslav Termer – Jan Suchý, Vladimír Bednář, Oldřich Machač, František Pospíšil, Josef Horešovský, Karel Masopust – Jozef Golonka, Jaroslav Jiřík, František Ševčík – Milan Mrukvia, Richard Farda, Josef Černý – Jan Hrbatý, Václav Nedomanský, Jiří Holík.

Sestava ve třetí třetině: Miroslav Termer – Jan Suchý, Vladimír Bednář, Oldřich Machač, František Pospíšil – Jozef Golonka, Jaroslav Jiřík, František Ševčík – Milan Mrukvia, Richard Farda, Josef Černý – Václav Nedomanský, Jaroslav Holík, Jiří Holík.
Kanada: Wayne Stephenson – Gary Begg, Terry O'Malley, Ken Stephanson, Jack Taggart, Gary Young – Gerry Pinder, Fran Huck, Moris Mott – Bill Heindl, Cam Allison, Ted Hargreaves – Bill MacMillan, Bob Birdsell, George Watson – Steve Carlyle.
 Československo –  Švédsko 5:2 (1:0, 2:1, 2:1)
2. března 1969 – Praha

Branky Československa: 8:01 Jozef Golonka, 21:44 Jiří Holík, 27:01 Jozef Golonka, 47:31 Václav Nedomanský, 50:34 Václav Nedomanský.

Branky Švédska: 33:07 Lars-GöranMilton, 58:21 Hans Carlsson.

Rozhodčí: Sakari Sillankorva (FIN), Pentti Isotalo (FIN)

Vyloučení: 2:2 (využití 0:1)
ČSSR: Vladimír Dzurilla – Jan Suchý, Josef Horešovský, Oldřich Machač, František Pospíšil – František Ševčík, Jozef Golonka, Jaroslav Jiřík(41. Josef Augusta) – Václav Nedomanský, Jaroslav Holík, Jiří Holík – Jan Hrbatý, Richard Farda, Josef Černý – Jan Havel.
Švédsko: Leif Holmqvist – Arne Carlsson, Lennart Svedberg, Nils Johansson, Bert-Olov Nordlander, Kjell-Rune Milton, Lars-Erik Sjöberg – Stefan Karlsson, Håkan Nygren, Tord Lundström – Stig-Göran Johansson, Ulf Sterner, Lars-Göran Nilsson – Dick Yderström, Hans Carlsson, Mats Hysing.
 Československo –  Švédsko 3:2 (2:1, 0:0, 1:1)
3. března 1969 – Praha

Branky a nahrávky Československa: 2:27 Jan Klapáč (František Pospíšil), 15:13 Jan Klapáč (Václav Nedomanský), 53:05 Jan Havel.

Branky a nahrávky Švédska: 15:04 Lars-Göran Nilsson, 52:04 Håkan Nygren.

Rozhodčí: Sakari Sillankorva (FIN), Pentti Isotalo (FIN)

Vyloučení: 3:1 (využití 0:0)
ČSSR: Miroslav Termer (30. Miroslav Lacký) – Jan Suchý, Josef Horešovský, František Pospíšil, Vladimír Bednář – Jan Havel, Jaroslav Holík, Jiří Holík – Jan Klapáč, Václav Nedomanský, Josef Augusta – Jan Hrbatý, Richard Farda, Josef Černý (František Ševčík).
Švédsko: Gunnar Bäckman – Bert-Olov Nordlander, Nils Johansson, Lars-Erik Sjöberg, Kjell-Rune Milton, Lennart Svedberg, Arne Carlsson – Stig-Göran Johansson, Ulf Sterner, Lars-Göran Nilsson – Leif Henriksson, Roger Olsson, Björn Palmqvist – Stefan Karlsson, Håkan Nygren, Tord Lundström.
 Československo –  USA 11:0 (2:0, 3:0, 6:0)
11. března 1969 – Praha

Branky Československa: 3:45 Jozef Golonka, 15:00 Josef Černý, 27:02 Jiří Holík, 28:28 Jaroslav Jiřík, 33:57 Jozef Golonka, 49:24 František Ševčík, 49:42 Jan Havel, 50:26 Václav Nedomanský, 53:24 Josef Černý, 56:47 Jan Hrbatý, 58:19 Jan Havel.

Rozhodčí: Andersson (SWE), Lars Tegner (SWE)

Vyloučení: 0:2 (využití 0:0)
ČSSR: Vladimír Dzurilla – Jan Suchý, Josef Horešovský, (41. Vladimír Bednář), Oldřich Machač, František Pospíšil – František Ševčík, Jozef Golonka (Jan Havel), Jaroslav Jiřík (41. Josef Augusta) – Václav Nedomanský, Jaroslav Holík, Jiří Holík – Jan Hrbatý, Richard Farda, Josef Černý.
USA: Mike Curran – Bruce Riutta, Carl Lackey, Jim Branch, John Mayasich – Bob Paradise, Bill Reichert, Paul Coppo – Keith Christiansen, Larry Stordahl, Jerry Lackey – Larry Skime, Gary Gambucci, Pete Markle – Ron Naslund, Timothy Sheehy.
 Československo –  USA 6:1 (3:0, 1:0, 2:1)
12. března 1969 – Pardubice

Branky Československa: 2. Bohuslav Šťastný, 15. Vladimír Martinec,  15. Vladimír Martinec, 19. Jiří Novák, 39. Vaclav Mařík, 47. Vaclav Mařík, 56. Vladimír Martinec.

Branky USA: 55. Timothy Sheehy.

Rozhodčí: Rene Keller (SUI), Ehrenberger (GER)

Vyloučení: 1:4 (využití 0:0)
ČSSR: Jiří Holeček (30. Jiří Crha) – Bohumil Čermák, Karel Vohralík, Jaroslav Vinš, František Zelenický, Jaroslav Kohout – Bohuslav Ebermann, Vaclav Mařík, František Vorlíček – Vladimír Martinec, Jiří Novák, Bohuslav Šťastný – Josef Pártl, Petr Brdička, Josef Paleček – Vladimír Müller.
USA: Mike Curran – Jim Branch, Bob Paradise, Bruce Riutta, Carl Lackey – Doug Volmar, Bill Reichert, Gary Gambucci – Pete Markle, Aikens, Timothy Sheehy - Jerry Lackey, Paul Coppo, Ron Naslund.
 Československo –  Kanada 2:1 (2:0, 0:1, 0:0)
12. března 1969 – Praha

Branky Československa: 9:41 Eduard Svoboda, 19:59 Josef Augusta.

Branky Kanady: 24:25 Murdoch

Rozhodčí: Andersson (SWE), Lars Tegner (SWE)

Vyloučení: 4:4 (využití 0:1)
ČSSR: Miroslav Lacký – Ladislav Šmíd, Vladimír Bednář, Rudolf Tajcnár, Eduard Svoboda, Milan Kužela – Jan Havel, Jiří Kochta, Pavel Volek – Ivan Grandtner, Július Haas, Milan Mrukvia – Jan Klapáč, Ivan Hlinka, Josef Augusta.
Kanada: Wayne Stephenson (Steve Rex) – Ab Demarco, Bob Murdoch, Terry O'Malley, Gary Begg, Carlyle, Ken Stephenson – Fran Huck, Bill Heindl, Danny O'Shea – Terry Caffery, Richie Bayes, Steve King – Moris Mott, Chuck Lefley, Gerry Pinder – Ted Hargreaves, Roger Bourbonnais.